# 荒川大橋 (首都高速道路)
荒川大橋（あらかわおおはし）は、東京都江戸川区の荒川および中川に架かる首都高速7号小松川線の橋である。

## 構造
両国JCTと京葉道路接続部を結ぶ首都高速7号小松川線は1967年1月26日に上下線各2車線、全線高架で着工した。同路線の中間近くで荒川と、その東側に背割堤を挟んで併行する中川を渡るが、双方合わせて川幅は約650 mである。経済性・施工性のほか美観も考慮し、荒川渡河部は支間長60.4 m+160 m+60.4 mの斜張橋、その前後は7連の鋼単純合成桁橋が採用された。中央分離帯状に主塔を設置した一面張りで、ケーブルの架設には当時新しい工法だったプレハブパラレルワイヤストランド工法（PPWS工法）が採り入れられた。側径間は支保工上で架設し、中央径間は40トン吊りフローティングクレーンを使用して、本体ケーブルを利用しながら張り出し工法で設置した。
7号線のうち隅田川から荒川にかけての区間は軟弱なシルト層が厚く分布し、荒川との交差部付近では50 mほどの堆積がある。このため基礎には直径71 cmの鋼管杭が使われたが、杭の鋼重は上部構造の鋼重を上回るほどであった。
7号線は、1971年3月21日に全線開通した。

## 隣
- 首都高速7号小松川線
  - (701,702)錦糸町出入口/TB - 荒川大橋・小松川JCT - (703)小松川出入口

## 周辺
右岸（西側）は江戸川区小松川2・3丁目の境、左岸（東側）は同西小松川町となる。本橋東側に都心方向サービスの出入路である小松川出入口が設けられ、今井街道・船堀街道と接続している。
荒川と中川の間の背割堤には1987年9月9日に、7号線の上を高架で跨ぎ越す首都高速中央環状線が開通した。開通以来長らく相互の行き来はできなかったが、2019年12月1日に7号線京葉道路方面と中央環状線堀切JCT方面を接続する小松川JCTが新設された。
荒川を渡る首都高速の橋には、本橋のほか5号池袋線の笹目橋、中央環状線の五色桜大橋、6号向島線の新荒川橋、湾岸線の荒川湾岸橋がある。

## 風景

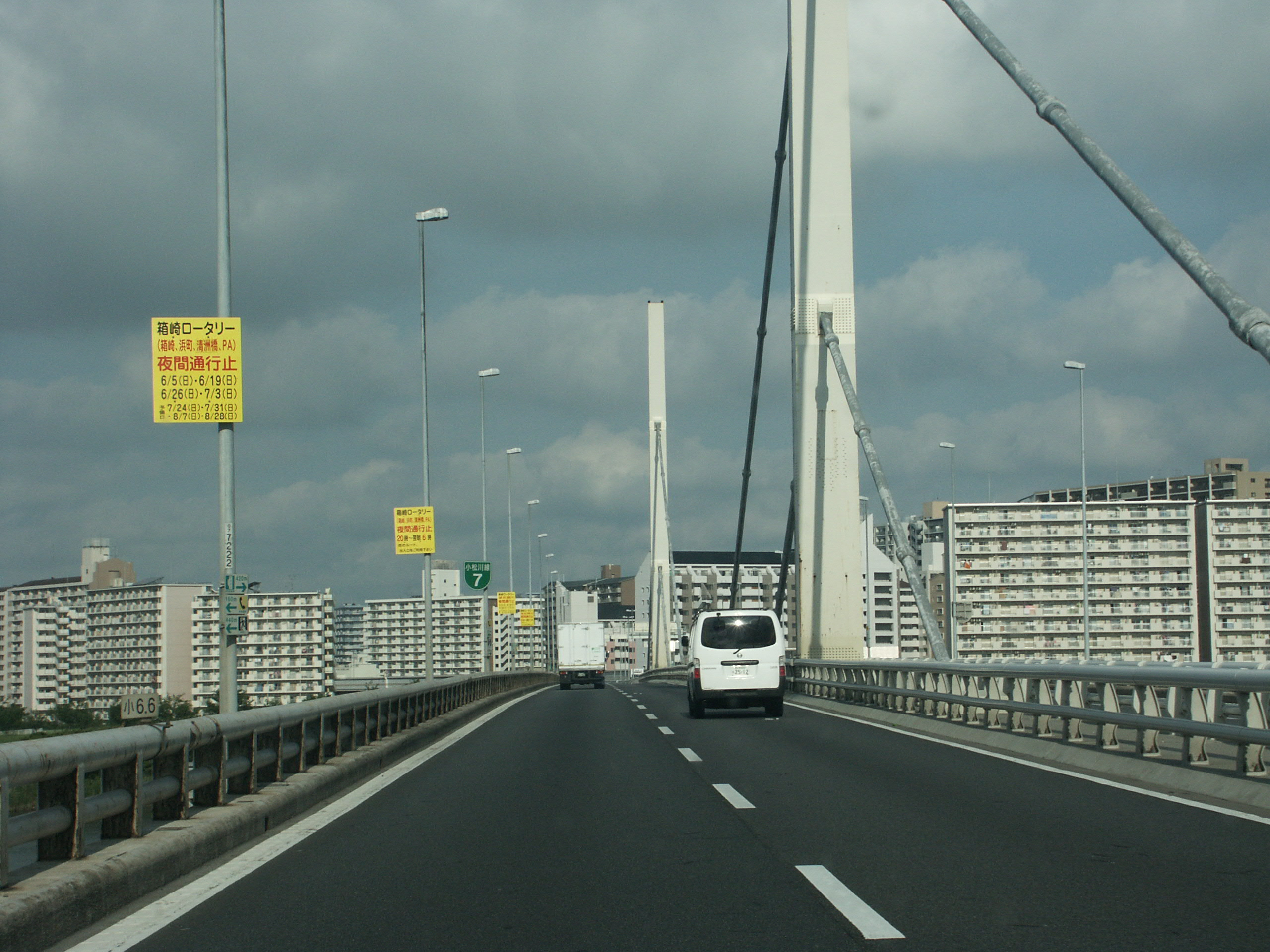
上り線
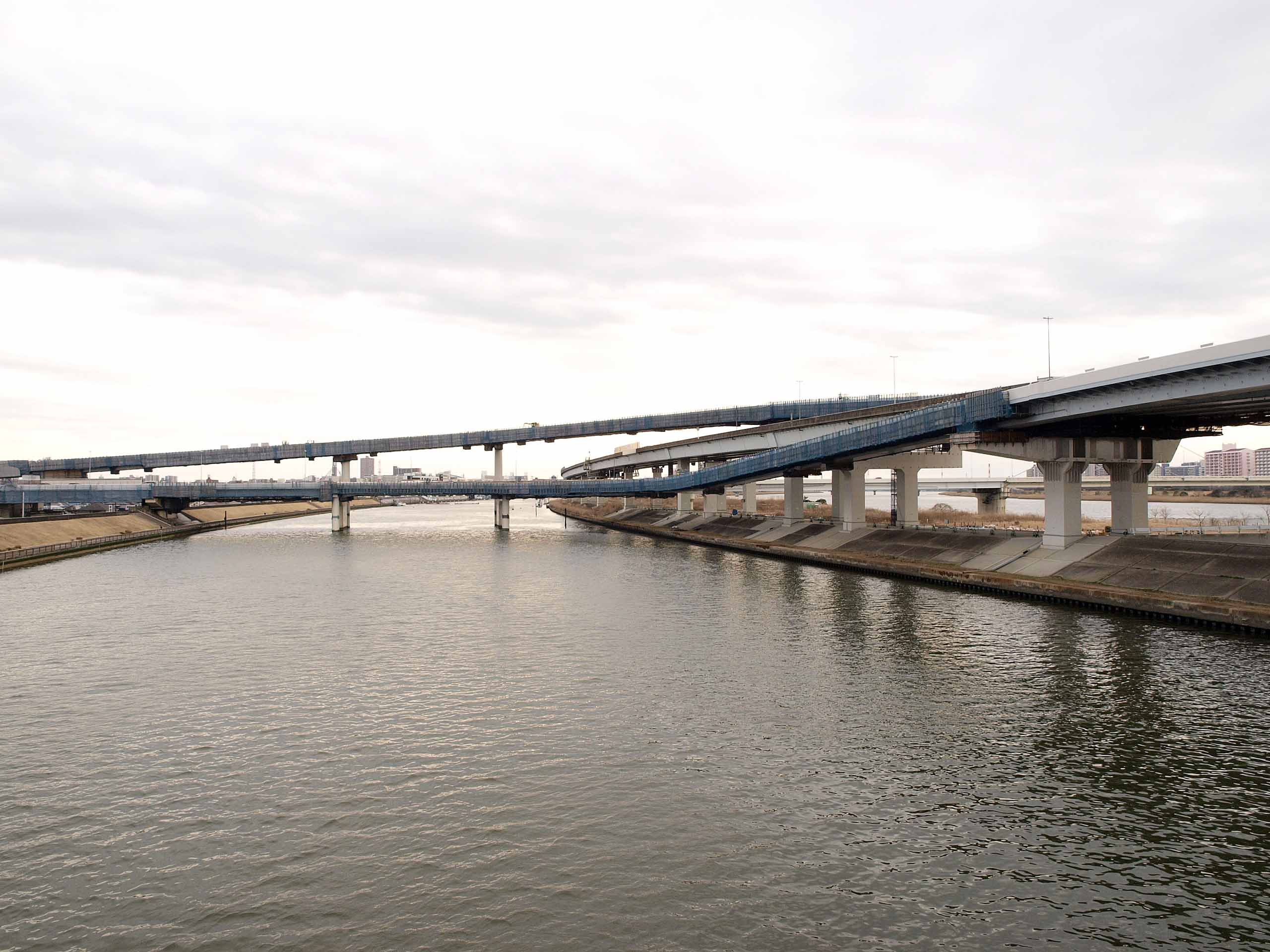
建設中の小松川JCT

## 隣の橋
- 荒川・中川
  - （上流） - 総武本線荒川橋梁 - 小松川大橋・新小松川大橋  - 荒川大橋 - 船堀橋 - 新宿線荒川中川橋梁 -（下流）